# Йейтс, Джек Батлер
Джек Ба́тлер Йейтс (англ. Jack Butler Yeats, 29 августа 1871, Лондон — 28 марта 1957, Дублин) — ирландский художник, считающийся крупнейшим ирландским живописцем XX века.

## Биография
Джек Батлер Йейтс родился в городе Лондоне, младший сын художника Джона Батлера Йейтса. Старший брат — поэт, лауреат Нобелевской премии Уильям Батлер Йейтс. Детство провёл в графстве Слайго на западе Ирландии. Учился в Вестминстерской школе искусств, затем работал графиком, карикатуристом и иллюстратором. В 1894 году женился на Мэри Коттенхэм, на два года старше него. Жил некоторое время в Грейстоунз в графстве Уиклоу в Ирландии, в 1917 году переехал в Дублин.

«Поющий всадник» (1949), Национальная галерея Ирландии, Дублин

До 1905 года Йейтс почти не писал маслом. Его наиболее частой техникой была акварель, а сюжетом — пейзажи Западной Ирландии. Около 1920 года он начал писать экспрессионистские произведения. Йейтс симпатизировал идее Ирландского национального возрождения, и после 1920 года его любимыми сюжетами стали изображения пейзажей и жанровых сцен Ирландии, а также сцены кельтской мифологии, впрочем, в стиле, довольно далёком от реализма. Одновременно его картины стали более яркими. В 1947 году, после смерти жены, работы Йейтса стали более мрачными и ностальгическими.
Джек Батлер Йейтс умер 28 марта 1957 года в городе Дублине.
Ещё при жизни Йейтс был признан как один из крупнейших ирландских художников. Его персональные ретроспективные выставки прошли в Национальной галерее в Лондоне в 1942 году, в Ирландской национальной галерее в 1945 году и в галерее Тейт в 1948 году.